# 清竜人25
清 竜人25（きよし りゅうじんトゥエンティーファイブ）は、日本のアイドルユニット。バイタリティレコード（アリオラジャパン）所属、レーベルは一回目の解散時まではトイズファクトリー、再結成時はエピックレコードジャパン。
シンガーソングライターの清竜人とその夫人たち（という設定）による一夫多妻制のアイドルユニット。メンバー全員が「清」姓を名乗る。
2014年より活動してきたが、2017年6月に行われるラストコンサートをもっての解散が2016年11月20日に発表され、2017年6月17日をもって解散した。
2024年5月27日、新メンバー4名を迎える形でグループの再結成を発表。同年7月11日には神奈川・KT Zepp Yokohamaにて新メンバーのお披露目イベント『KIYOSHI RYUJIN25～REUNION PARTY～』の開催を合わせて発表した。

## 沿革
元々シンガーソングライターとしてソロで活動していた清竜人がソロ活動に飽きてグループを組むにあたり、自分がやってみたかった事を色々模索して行った結果、2014年6月にトイズファクトリーに移籍するとともに、自らがプロデュース兼メンバーとなるアイドルユニット「清 竜人25」を立ち上げ、メンバーを募集。「25」は、募集当時の清竜人の年齢である。
2014年9月20日、「平安神宮奉納LIVE2014 古今一堂!NIPPON NIGHT」（平安神宮大極殿 野外特設会場）で初ライブ。9月26日には主催イベント「清 竜人ハーレム♡フェスタ2014」（Zepp DiverCity（TOKYO））を開催。
2014年11月12日、「Will♡You♡Marry♡Me?」でCDデビュー。
2015年4月23日、第5夫人・清菜月が活動休止を発表。これに伴い、第7夫人オーディションが行われ、5月18日、「清竜人25の今夜もHARLEM NIGHT!」（LoGiRL）にて、清優華が第7夫人として加入することを発表した。
2015年5月27日の「清 竜人ハーレム♡フェスタ2015 Vol.4 〜バースデー♡パーティー2days〜」にて、清優華のお披露目が行われるともに、清菜月の御懐妊を公表、育児活動に専念のためアイドル活動は休止する。
2016年夏より、第2夫人・清桃花が腰痛治療に専念するためライブ活動などを控えていたが、復帰のめどが立たないため、11月4日をもって清竜人の「専業主婦」に専念することとなり、グループでの活動をすべて終了した。
2016年11月20日に、Zepp Tokyoで開催された全国ツアーの最終公演で、2017年6月に行われるラストコンサートをもっての解散を発表した。
2017年6月17日、幕張イベントホールで「清 竜人25 “ラスト▽コンサート”」をもって解散した。
2024年5月27日、新メンバー4名を迎える形でグループの再結成を発表。同年7月11日には神奈川・KT Zepp Yokohamaにて新メンバーのお披露目イベント『KIYOSHI RYUJIN25～REUNION PARTY～』の開催を合わせて発表した
2024年6月19日、新メンバー4名を迎え、リアレンジ＆再録音された「Will you marry me ?」を配信リリース。
2024年7月7日、「Will you marry me ?」のミュージックビデオが公開、新メンバーを公表。
2024年7月11日、第102夫人・清嬉唄が脱退。その直後、きゅるりんってしてみてのチバゆなが第105夫人・清ゆなとしてグループに加入した。

## メンバー
| 氏名      | よみ              | 生年月日              | 出身地 | 備考                                                                           |
| --------- | ----------------- | --------------------- | ------ | ------------------------------------------------------------------------------ |
| 清 竜人   | きよし りゅうじん | 1989年5月27日（36歳） | 大阪府 |                                                                                |
| 清 さきな | きよし さきな     | 2000年3月6日（25歳）  | 大阪府 | - 第101夫人 - 頓知気さきな（femme fatale、元青春高校3年C組アイドル部）         |
| 清 凪     | きよし なぎ       | 1999年3月15日（26歳） | 茨城県 | - 第103夫人 - 根本凪（元虹のコンキスタドール、でんぱ組.inc）                   |
| 清 真尋   | きよし まひろ     | 1998年5月7日（27歳）  | 兵庫県 | - 第104夫人 - 林田真尋（元フェアリーズ、カオスピピス、Youplus）                |
| 清 ゆな   | きよし ゆな       | 2002年3月4日（23歳）  | 東京都 | - 第105夫人 - チバゆな（きゅるりんってしてみて、femme fataleの元物販スタッフ） |

### 旧メンバー
| 氏名    | よみ          | 生年月日               | 出身地   | 備考 |
| ------- | ------------- | ---------------------- | -------- | --- |
| 清 咲乃 | きよし さきの | 1995年4月20日（30歳）  | 埼玉県   | 第1夫人 解散後は「新希咲乃」（にき さきの）名義で、YouTuberとして活動 |
| 清 桃花 | きよし ももか | 1994年12月13日（30歳） | 千葉県   | 第2夫人 2016年11月4日、「腰痛により『専業主婦』に専念」（脱退）。 |
| 清 亜美 | きよし あみ   | 1990年11月7日（34歳）  | 神奈川県 | 第3夫人 解散後は今野亜美（いまの・あみ）名義で活動。 |
| 清 美咲 | きよし みさき | 1995年1月9日（30歳）   | 千葉県   | 第4夫人 2019年7月より「MISAKI」名義でSNSアカウントを取得。 |
| 清 菜月 | きよし なつき | 1994年12月7日（30歳）  | 埼玉県   | 第5夫人 2015年4月23日、「妊娠により育児に専念するため」活動休止。 清竜人25活動開始前は「涼川菜月」の名義で篠原ゆり（現平野友里）とTAKENOKO▲として活動、活動休止後はTAKENOKO▲の活動を再開。 |
| 清 可恩 | きよし かのん | 1996年5月29日（29歳）  | 東京都   | 第6夫人 解散後は「可恩」名義で、バンド「Dreamy Melts」のヴォーカルとして活動 2022年より「北郷可恩」名義でアイドルグループ「youmenosay」を始動。                                            |
| 清 優華 | きよし ゆうか | 1993年7月9日（32歳）   | 静岡県   | 第7夫人。2015年5月18日加入 解散後は「みすみゆうか」名義で活動 |
| 清 嬉唄 | きよし うた   | 2000年6月24日（25歳）  | 神奈川県 | - 第102夫人 - 島村嬉唄（きゅるりんってしてみて、元カントリー・ガールズ）、2024年7月11日脱退。                                                                                              |

## 作品
順位はオリコン・ウィークリーランキング最高順位。

### シングル
| #   | リリース日     | タイトル                                      | 規格                             | 規格                    | 規格品番    | 順位 |
| --- | -------------- | --------------------------------------------- | -------------------------------- | ----------------------- | ----------- | ---- |
| 1st | 2014年11月12日 | Will♡You♡Marry♡Me?                            | CD+DVD                           | 完全限定生産盤          | TFCC-89515  | 33位 |
| 2nd | 2015年2月18日  | A・B・Cじゃグッと来ない!!                     | CD+DVD                           | 完全限定生産盤          | TFCC-89532  | 31位 |
| 3rd | 2015年5月27日  | Mr.PLAY BOY…♡                                 | CD+DVD                           | 完全限定生産盤          | TFCC-89546  | 45位 |
| 4th | 2016年3月2日   | LOVE&WIFE&PEACE♡                              | CD+DVD                           | 完全限定生産盤          | TFCC-89580  | 34位 |
| 5th | 2016年7月13日  | アバンチュールしようよ♡                       | CD+DVD+LIVE DVD                  | プレミアムBOX限定生産盤 | TFCC-89584  | 17位 |
| 5th | 2016年7月13日  | アバンチュールしようよ♡                       | CD+DVD                           | 完全限定生産盤          | TFCC-89585  | 17位 |
| 6th | 2016年11月9日  | My Girls♡                                     | CD+DVD+LIVE DVD+豪華フォトブック | プレミアムBOX限定生産盤 | TFCC-89607  | 43位 |
| 6th | 2016年11月9日  | My Girls♡                                     | CD+DVD                           | 完全限定生産盤          | TFCC-89608  | 43位 |
| 7th | 2024年8月7日   | 青春しちゃっていいじゃん / Will you marry me? | CD+12Pスペシャルブックレット     | 初回生産限定盤          | ESCL-5995/6 | 43位 |
| 7th | 2024年8月7日   | 青春しちゃっていいじゃん / Will you marry me? | CD                               | 通常盤                  | ESCL-5997   | 43位 |

### アルバム
| #   | リリース日    | タイトル | 規格                                                                     | 規格             | 規格品番   | 順位 |
| --- | ------------- | -------- | ------------------------------------------------------------------------ | ---------------- | ---------- | ---- |
| 1st | 2015年9月2日  | PROPOSE  | CD+DVD+BD                                                                | 超限定引き出物盤 | TFCC-86534 | 20位 |
| 1st | 2015年9月2日  | PROPOSE  | CD+DVD                                                                   | 初回限定盤       | TFCC-86535 | 20位 |
| 1st | 2015年9月2日  | PROPOSE  | CD                                                                       | 通常盤           | TFCC-86536 | 20位 |
| 2nd | 2017年4月12日 | WIFE     | 2CD＋BD+スペシャル6面BOX仕様+60Pフォトブック+清家エプロン+ランダムチェキ | プレミアムBOX盤  | PPTF-8107  | 19位 |
| 2nd | 2017年4月12日 | WIFE     | CD+DVD                                                                   | 初回限定盤       | TFCC-86583 | 19位 |
| 2nd | 2017年4月12日 | WIFE     | CD                                                                       | 通常盤           | TFCC-86584 | 19位 |

### EP
| #   | リリース日    | タイトル     | 規格                            | 規格           | 規格品番  | 順位 |
| --- | ------------- | ------------ | ------------------------------- | -------------- | --------- | ---- |
| 1st | 2024年11月6日 | BOYFRIEND EP | CD+BD+32Pスペシャルブックレット | 初回生産限定盤 | ESCL-6021 | -    |
| 1st | 2024年11月6日 | BOYFRIEND EP | CD                              | 初回仕様通常盤 | ESCL-6023 | -    |

### 配信限定
| #   | リリース日    | タイトル                 | 備考              |
| --- | ------------- | ------------------------ | ----------------- |
| 1st | 2015年12月2日 | Christmas♡Symphony       | 全1曲 (2トラック) |
| 2nd | 2016年4月10日 | DUET                     | 全6曲             |
| 3rd | 2024年6月19日 | Will you marry me ?      | 全3曲             |
| 4th | 2024年8月7日  | 青春しちゃっていいじゃん | 全3曲             |
| 5th | 2024年9月25日 | KARESHIいるんだって      | 全3曲             |
| 6th | 2025年4月30日 | 世界を愛せますように！   | 全1曲             |
| 7th | 2025年6月25日 | DARLING                  | 全5曲             |

## ライブ・イベント

### ワンマン
| 公演日         | タイトル                                       | 会場                                          |
| -------------- | ---------------------------------------------- | --------------------------------------------- |
| 2015年9月6日   | 清 竜人25“ハネムーン♡ツアー”                   | TSUTAYA O-EAST                                |
| 2015年9月25日  | 清 竜人25“ハネムーン♡ツアー”                   | NAGOYA CLUB QUATTRO                           |
| 2015年9月26日  | 清 竜人25“ハネムーン♡ツアー”                   | OSAKA MUSE                                    |
| 2015年9月30日  | 清 竜人25“ハネムーン♡ツアー”                   | TSUTAYA O-EAST（追加公演）                    |
| 2016年1月10日  | 清 竜人25“倦怠期♡ツアー”                       | 名古屋 Electric Lady Land                     |
| 2016年1月11日  | 清 竜人25“倦怠期♡ツアー”                       | 大阪 BIG CAT                                  |
| 2016年4月9日   | 清 竜人25コンサート 2016春                     | 中野サンプラザ                                |
| 2016年7月11日  | 清 竜人25“アバンチュール♡ツアー”               | 名古屋 Electric Lady Land                     |
| 2016年7月12日  | 清 竜人25“アバンチュール♡ツアー”               | 大阪 BIG CAT                                  |
| 2016年7月15日  | 清 竜人25“アバンチュール♡ツアー”               | 品川 ステラボール                             |
| 2016年11月8日  | 清 竜人25 ライブツアー 2016 秋                 | 大阪 BIG CAT                                  |
| 2016年11月9日  | 清 竜人25 ライブツアー 2016 秋                 | 名古屋 Electric Lady Land                     |
| 2016年11月12日 | 清 竜人25 ライブツアー 2016 秋                 | 仙台 darwin                                   |
| 2016年11月20日 | 清 竜人25 ライブツアー 2016 秋                 | Zepp Tokyo                                    |
| 2017年4月20日  | 清 竜人25“メーク♡ラブ♡ツアー”                  | 名古屋 DIAMOND HALL                           |
| 2017年4月21日  | 清 竜人25“メーク♡ラブ♡ツアー”                  | 大阪 BIGCAT                                   |
| 2017年4月23日  | 清 竜人25“メーク♡ラブ♡ツアー”                  | TSUTAYA O-EAST                                |
| 2017年4月24日  | 清 竜人25“メーク♡ラブ♡ツアー”                  | TSUTAYA O-EAST                                |
| 2017年5月11日  | 清 竜人25“メーク♡ラブ♡ツアー”                  | 札幌 cube garden                              |
| 2017年5月16日  | 清 竜人25“メーク♡ラブ♡ツアー”                  | 仙台 darwin                                   |
| 2017年5月17日  | 清 竜人25“メーク♡ラブ♡ツアー”                  | 盛岡 Club Change WAVE                         |
| 2017年5月19日  | 清 竜人25“メーク♡ラブ♡ツアー”                  | 新潟 NEXS                                     |
| 2017年5月26日  | 清 竜人25“メーク♡ラブ♡ツアー”                  | KYOTO MUSE                                    |
| 2017年5月27日  | 清 竜人25“メーク♡ラブ♡ツアー”                  | 神戸 VARIT.                                   |
| 2017年5月28日  | 清 竜人25“メーク♡ラブ♡ツアー”                  | 岡山 YEBISU YA PRO                            |
| 2017年5月30日  | 清 竜人25“メーク♡ラブ♡ツアー”                  | 福岡 BEAT STATION                             |
| 2017年6月17日  | 清 竜人25“ラスト♡コンサート”                   | 幕張メッセイベントホール                      |
| 2024年7月11日  | KIYOSHI RYUJIN25～REUNION PARTY～              | 神奈川 KT Zepp Yokohama                       |
| 2024年10月6日  | KIYOSHI RYUJIN25～REUNION TOUR～               | Zepp Shinjuku (TOKYO)                         |
| 2024年10月26日 | KIYOSHI RYUJIN25～REUNION TOUR～               | 大阪BIGCAT                                    |
| 2024年10月27日 | KIYOSHI RYUJIN25～REUNION TOUR～               | 名古屋THE BOTTOM LINE                         |
| 2024年11月14日 | KIYOSHI RYUJIN25～REUNION TOUR～               | 東京 豊洲PIT                                  |
| 2025年1月11日  | 清 竜人25「LWP2025」vol.1                      | 神奈川 Yokohama Bay Hall（w/femme fatale）    |
| 2025年2月1日   | KIYOSHI RYUJIN25 Acoustic Live                 | 東京 草月ホール                               |
| 2025年2月15日  | 清 竜人25「LWP2025」vol.2                      | 神奈川 Yokohama Bay Hall（w/THE SUPER FRUIT） |
| 2025年3月25日  | 清 竜人25 清さきな、清凪、清ゆな 大生誕祭 2025 | 東京 UNIT                                     |
| 2025年3月30日  | 清 竜人25「LWP2025」vol.3                      | 神奈川 Yokohama Bay Hall（w/いぎなり東北産）  |
| 2025年5月4日   | KIYOSHI RYUJIN25 THE CRUISING TOUR             | 大阪 梅田CLUB QUATTRO                         |
| 2025年5月11日  | KIYOSHI RYUJIN25 THE CRUISING TOUR             | 神奈川 Yokohama Bay Hall                      |
| 2025年5月14日  | KIYOSHI RYUJIN25 THE CRUISING TOUR             | 埼玉 HEAVEN'S ROCK さいたま新都心 VJ-3        |
| 2025年5月22日  | KIYOSHI RYUJIN25 THE CRUISING TOUR             | 愛知 THE BOTTOM LINE                          |
| 2025年5月31日  | KIYOSHI RYUJIN25 THE CRUISING TOUR             | 東京 恵比寿ザ・ガーデンホール                 |
| 2025年6月7日   | KIYOSHI RYUJIN25 THE CRUISING TOUR             | 新潟 studio NEXS                              |
| 2025年6月13日  | KIYOSHI RYUJIN25 THE CRUISING TOUR             | 福岡 BEAT STATION                             |
| 2025年6月14日  | KIYOSHI RYUJIN25 THE CRUISING TOUR             | 兵庫 神戸VARIT.                               |
| 2025年6月15日  | KIYOSHI RYUJIN25 THE CRUISING TOUR             | 岡山 YEBISU YA PRO                            |
| 2025年6月29日  | KIYOSHI RYUJIN25 THE CRUISING TOUR             | 東京 恵比寿ザ・ガーデンホール（追加公演）     |
| 2025年5月26日  | 清 竜人25 清竜人、清真尋 大生誕祭 2025         | 神奈川 Yokohama Bay Hall                      |
| 2025年6月17日  | 清 竜人25「LWP2025」vol.4                      | 東京 Spotify O-EAST（w/礼賛）                 |
| 2025年7月20日  | 清 竜人25「LWP2025」vol.5                      | 神奈川 Yokohama Bay Hall（w/藤井隆）          |
| 2025年10月13日 | KIYOSHI RYUJIN25 Acoustic Live in Autumn       | 東京 東京キネマ倶楽部                         |
| 2025年11月3日  | KIYOSHI RYUJIN25 THE BAND LIVE                 | 神奈川 KT Zepp Yokohama                       |
| 2025年11月16日 | KIYOSHI RYUJIN25 THE BAND LIVE                 | 大阪 なんばHatch                              |

### 清 竜人ハーレム♡フェスタ
清 竜人25主催の自主企画イベント。清竜人以外の出演者はすべて女性である。
| 公演日         | タイトル                                                          | 会場                    | 出演者 |
| -------------- | ----------------------------------------------------------------- | ----------------------- | --- |
| 2014年9月26日  | 清 竜人ハーレム♡フェスタ2014                                      | Zepp DiverCity（TOKYO） | 清 竜人25、でんぱ組.inc、LinQ、後藤まりこ、Silent Siren |
| 2014年11月11日 | 清 竜人ハーレム♡フェスタ2014 Vol.2                                | TSUTAYA O-EAST          | 清 竜人25、Cheeky Parade、乙女新党、虹のコンキスタドール（オープニングアクト） |
| 2015年2月19日  | 清 竜人ハーレム♡フェスタ2015 Vol.3                                | TSUTAYA O-EAST          | 清 竜人25、桃井はるこ、ミス・モノクローム |
| 2015年5月26日  | 清 竜人ハーレム♡フェスタ2015 Vol.4 〜バースデー♡パーティー2days〜 | TSUTAYA O-EAST          | 清 竜人（G.：キダ モティフォ（tricot）、B.：岩永真奈、Dr.：桝谷マリ、P：川田瑠夏）、大森靖子、田渕ひさ子 |
| 2015年5月27日  | 清 竜人ハーレム♡フェスタ2015 Vol.4 〜バースデー♡パーティー2days〜 | TSUTAYA O-EAST          | 清 竜人25 |
| 2015年12月22日 | 清 竜人ハーレム♡フェスタ2016 Vol.5                                | TSUTAYA O-EAST          | 清 竜人25、上坂すみれ |
| 2016年2月4日   | 清 竜人ハーレム♡フェスタ2016 Vol.6                                | TSUTAYA O-EAST          | 清 竜人25、BiSH |
| 2016年5月16日  | 清 竜人ハーレム♡フェスタ2016 Vol.7                                | TSUTAYA O-EAST          | 清 竜人25、ベイビーレイズJAPAN |
| 2016年5月17日  | 清 竜人ハーレム♡フェスタ2016 Vol.7                                | TSUTAYA O-EAST          | 清 竜人25、風男塾 |
| 2016年9月27日  | 清 竜人ハーレム♡フェスタ Vol.8                                    | TSUTAYA O-EAST          | 清 竜人25、lyrical school |
| 2016年9月28日  | 清 竜人ハーレム♡フェスタ Vol.8                                    | TSUTAYA O-EAST          | 清 竜人25、ゆるめるモ! |
| 2017年1月14日  | 清 竜人ハーレム♡フェスタ♡SPECIAL                                  | 新木場 STUDIO COAST     | 清 竜人25、アフィリア・サーガ、イケてるハーツ、With Love、エレクトリックリボン、大阪☆春夏秋冬、神宿、Q-pitch、桜エビ〜ず、さくら学院 科学部 科学究明機構ロヂカ? Ver.2.0、さくら学院 クッキング部ミニパティ、全力少女R、虹のコンキスタドール、NECRONOMIDOL、PASSPO☆、BiS、ひめキュンフルーツ缶、むすびズム、フィロソフィーのダンス、ぷちぱすぽ☆、まねきケチャ、むすびズム、ゆるめるモ!、ラブアンドロイド、lyrical school、レッツポコポコ、ロッカジャポニカ |
| 2019年5月25日  | 清 竜人ハーレム♡フェスタ2019 10th ANNIVERSARY & 30th BIRTHDAY     | 新木場 STUDIO COAST     | 清 竜人、堀江由衣、上坂すみれ、佐々木彩夏（ももいろクローバーZ）、でんぱ組.inc、黒崎レイナ、今野杏南、鎮西寿々歌、巴奎依（A応P） |
| 2024年9月7日   | 清 竜人ハーレム♡フェスタ2024                                      | 神奈川 KT Zepp Yokohama | 清 竜人25、塚☆リカ、RIRYDAY |

## 出演

### テレビ
- スペシャエリア（2014年9月17日、スペースシャワーTV）
- スペースシャワーTV 開局25周年特別番組“25時間テレビ”（2014年11月30日、スペースシャワーTV）
- BOMBER-E I.ナイト（2014年11月25日収録、12月16日放送、名古屋テレビ）
- きゃりーぱみゅぱみゅの“なんだこれTV”（2015年1月22日、スペースシャワーTV）- 清 竜人、清 桃花、清 亜美のみゲスト出演
- 東京“なんだこれ”バスツアー SPECIAL（2015年4月25日、スペースシャワーTV）- 清 竜人、清 可恩のみゲスト出演
- みいさんぽ（2015年9月10日、Kawaiian TV 不定期放送）- 清 桃花のみ出演
- めざましテレビ（2015年10月7日、フジテレビ）
- メ〜テレ秋まつり2015 BOMBER-E I.ナイト 秋まつりスペシャルLIVE（2015年10月20日、名古屋テレビ）
- 指原カイワイズ（2015年11月12日、フジテレビ）
- 行列のできる法律相談所（2016年1月31日、日本テレビ）
- MUSIC JAPAN（2016年2月22日、NHK）
- ゴッドタン（2016年3月26日、テレビ東京）
- 朝生ワイド す・またん!（2016年7月20日、読売テレビ）
- SONG TOWN（2016年7月21日、毎日放送）
- Oha!4 NEWS LIVE（おはよん ニュースライブ、2016年6月21日、日テレNEWS24）
- 清 竜人25 VideoSelects（2016年8月4日、MTV）

### ラジオ
- Skyrocket Company（2014年9月16日、TOKYO FM）- 清 竜人のみ出演
- AKIBA NOISE（2014年9月17日、TOKYO FM）
- The Nutty Radio Show おに魂（2014年11月12日、NACK5）- 清 竜人、清 亜美、清 桃花のみ出演
- with you（2014年11月12日、bayfm）- 清竜人のみ出演
- SPOT MUSIC（2014年12月14日、ZIP-FM）- コメント出演
- ミューコミプラス（2014年11月17日、ニッポン放送）- 清 竜人、清 咲乃、清 菜月のみ出演
- 坂本美雨のディアフレンズ（2014年11月19日、TOKYO FM）- 清竜人のみ出演
- SATURDAY SONIC （2014年11月22日、J-WAVE）- 清 竜人、清 亜美、清 可恩のみ出演
- ナガオカ×スクランブル（2014年11月25日、CBCラジオ）- コメント出演
- ミューコミプラス（2015年2月23日、ニッポン放送）- 清 竜人、清 咲乃、清 亜美のみ出演
- ミューコミプラス（2015年5月11日、ニッポン放送）- 清 竜人、清 桃花、清 美咲のみ出演
- With you（2015年9月9日、bayfm）- 清 竜人、清 美咲、清 優華のみ出演
- ナガオカ×スクランブル（2015年10月6日、CBCラジオ）- コメント出演
- GROOVER'S DIVE（2015年10月8日、ZIP-FM）- コメント出演
- 新栄トークジャンボリー（2015年10月11日、CBCラジオ）- コメント出演
- ミューコミプラス（2016年2月29日、ニッポン放送）- 清 竜人、清 美咲、清 可恩のみ出演
- Memories&Discoveries（2016年3月3日、JFN系31局ネット）- コメント出演
- SUNNYSIDE BALCONY（2016年7月13日、α-STATION）- 清 竜人、清 亜美、清 可恩、清 優華のみ出演
- 802 RADIO MASTERS（2016年7月13日、FM802）- 清 竜人、清 亜美、清 可恩、清 優華のみ出演
- 桜 稲垣早希のアニメ・アイドルバッカ（2016年7月14日、MBSラジオ）
- 遠藤淳のYou've Got a Radio!（2016年7月21日、FM OSAKA）- 清 竜人、清 咲乃、清 桃花、清 美咲のみ出演
- Adventure 25（2016年8月11日、α-STATION）

### ネットテレビ
- 清竜人25の今夜もHARLEM NIGHT!（LoGiRL）
- 清 竜人25/GOTR/IDLMs. ライブ独占生中継 in テレ朝夏祭り（2016年7月17日、AbemaTV）
- hide presents MIX LEMONeD JELLY 2016（2016年7月18日、AbemaTV）